# Michel Viala
Pour les articles homonymes, voir Viala.
Michel Viala, né Claude Michel Tissot à Genève le 17 mai 1933 et mort à Céligny le 22 août 2013, est un écrivain, poète, acteur et dramaturge genevois.

## Biographie
Michel Viala fait sa scolarité au collège Calvin et suit les cours de l'École des beaux-arts de Genève, puis il se forme à plusieurs métiers du domaine artistique. Il voyage ensuite pendant plusieurs années en Afrique et en Asie avant de se mette à écrire pour la radio et le théâtre où il met également en scène plusieurs pièces. Il a également coécrit le scénario du film L'invitation de Claude Goretta.
Il met plusieurs pièces en scène, tant en Suisse qu’à l’étranger. Il devient par la suite scénariste de cinéma et de télévision et comédien, en particulier pour créer ses propres œuvres. Ses textes ont presque tous été joués ou réalisés. Certains ont été traduits en plusieurs langues. Il a reçu le prix SACD en 1984 pour l’ensemble de son œuvre.

## Comédien
Michel Viala en tant qu'acteur a participé aux réalisations suivantes.

### Théâtre
- 1969 : Le Testament du chien de Ariano Suassuna. Création mondiale en français. Production du Théâtre de l'Atelier, mise en scène par Armen Godel avec une scénographie et des costumes de Jean-Claude Maret. Présentée en plein air au Parc de Grange de Genève du 9 au 28 août 1969. - Severino le bandit[5].
- 1970 :Le soleil foulé par les chevaux de Jorge Enrique Adoum. Production du Théâtre de l'Atelier. Mise en scène par François Rochaix. Présenté en plein air du 14 juillet au 29 août 1970 au Parc des Bastions de Genève. - Pizarre [6].

### Cinéma
- 1971 : La Salamandre d'Alain Tanner ... Le patron peintre en bâtiment
- 1976 : Néa de Nelly Kaplan... Le juge d'instruction
- 1978 : L'Affaire suisse (Die Schweizer Affäre) réalisé par Max Peter Ammann (de) ... Le chef de la police
- 1982 : Les Fleurs sauvages de Jean Pierre Lefebvre
- 1987 : La Vallée fantôme d'Alain Tanner ... l'ami dans la vallée
- 1990 : Le cri du lézard de Bertrand Theubet ... Pascal

### Télévision
- 1980 : Talou de Jean-Louis Roy ... Le magicien
- 1980 : Le dernier regard de l'aigle (série Aéroport) ... Le poète (et co-réalisateur)
- 1986 : Piège à flics (série Série noire) ... L'indic
- 2012 : Michel Viala - Le bruit de mon silence (documentaire TSR)

## Mises en scène
- 1971 : Le Bunker. Pièce écrite par lui-même avec une scénographie de Jean-Claude Maret. Production du Théâtre de l'Atelier. La distribution comprend Armen Godel et François Berthet. Présentée du 24 février au 3 avril 1971 à la MJC de Saint-Gervais [7].
- 1972 : Oncle Vania de Anton Tchekhov, scénographie de Jean-Claude Maret, Genève, Théâtre de l'Atelier[8].

## Œuvres littéraires

### Pièces de théâtre
- 1971 : Le Bunker. Création le 24 février 1971 dans une mise en scène de l'auteur (voir plus haut)[7].

### Scenarii
- 1973 : L'Invitation co-scénariste, réalisé par Claude Goretta
- 1980 : Le dernier regard de l'aigle (série Aéroport) (dialogues)
- 1985 : Le pont des soupirs (TV), réalisé par Roger Burckhardt
- 1989 : La nuit de l'éclusier co-scénariste, réalisé par Franz Rickenbach
- 1990 : La vierge noire (Mini-Serie France 2)
- 1992 : Sandra, c'est la vie (TV) co-scénariste, réalisé par Dominique Othenin-Girard

### Traductions
- 1970 : El sol bajo las patas de los caballos de Jorge Enrique Adoum sous le titre Le soleil foulé par les chevaux pour le Théâtre de l'Atelier [6].

## Publications
Il est l'auteur d'une cinquantaine de pièces de théâtre traduites dans plusieurs langues et jouées en Suisse, en France, en Russie, au Canada et en Hongrie. Plusieurs de ses textes ont été publiés, parmi lesquels :
- L'Arbre qui ne voulait pas mourir, Orbe (Suisse), Bernard Campiche éditeur, 2009, 399 p. (ISBN 978-2-88241-241-6)
- Poésie choisie, Bernard Campiche éditeur, coll. « camPoche », 2009 (ISBN 978-2-88241-255-3)
- Théâtre incomplet I, Orbe (Suisse), Bernard Campiche éditeur, 2007, 543 p. (ISBN 978-2-88241-204-1)
- Théâtre incomplet II, Bernard Campiche éditeur, 2007 (ISBN 978-2-88241-205-8)